# Chiesa di San Giovanni Battista e della Vergine
La chiesetta di San Giovanni Battista e della Vergine delle Grazie è un edificio religioso che si trova a Balerna, in Canton Ticino, addossato al fianco meridionale della Chiesa di San Vittore martire. 

## Storia
L'origine della costruzione è da ricercarsi probabilmente nell'Alto Medioevo, forse addirittura nel V secolo quando qui venne edificato un piccolo battistero. L'edificio ha poi subito numerosi e ripetuti rimaneggiamenti nel corso dei secoli fino ad avere uno stile neoclassico dato dall'architetto Pier Luigi Fontana nel 1820.

## Descrizione
La pianta dell'edificio è quadrata con copertura a cupola crollata e ricostruita nel 1928. Dell'originario battistero resta la parete sud, mentre al di sotto del pavimento attuale è stata ritrovata durante i restauri del 1928 la vasca battesimale. L'attuale fonte battesimale risale al XVI secolo. 
Sia l'aula principale che le cappelle laterali sono ornate da affreschi e da dipinti su tela. Tra gli affreschi, spicca una Madonna col Bambino risalente al XVI secolo. Agli inizi dello stesso secolo sono databili tre sculture in stile rinascimentale.